# Supertaça Cândido de Oliveira de 2017
A Supertaça Cândido de Oliveira de 2017 foi a 39ª edição da Supertaça Cândido de Oliveira. 
Opôs o campeão nacional Benfica, enquanto vencedor da Primeira Liga de 2016–17 e da Taça de Portugal de 2016–17, ao Vitória de Guimarães, finalista vencido da Taça de Portugal de 2016–17.
A partida foi disputada a 5 de Agosto de 2017 no Estádio Municipal de Aveiro.

## Historial na prova
O Benfica, detentor do troféu, conquistado na época anterior após vencer o SC Braga por 3–0, qualificou-se para a sua 19.ª participação na Supertaça Cândido de Oliveira, tendo anteriormente conquistado 6 títulos na prova. 
O Vitória de Guimarães qualificou-se para a sua 4.ª participação na Supertaça Cândido de Oliveira, tendo anteriormente conquistado 1 título na prova, em 1988 após vitória por 2–0 sobre o FC Porto.

## Qualificação
O Benfica qualificou-se para a Supertaça Cândido de Oliveira de 2017 enquanto Campeão Nacional e vencedor da Primeira Liga de 2016–17 e da Taça de Portugal de 2016–17, tendo conquistado a 11.ª dobradinha do seu palmarés.
O Vitória de Guimarães qualificou-se para esta edição da Supertaça enquanto finalista vencido da Taça de Portugal de 2016–17.

## Estádio
O estádio escolhido para a disputa da Supertaça Cândido de Oliveira de 2017 foi o Estádio Municipal de Aveiro, em Aveiro. Inaugurado em 2003 e com uma lotação de 32.830 lugares, será a 8.ª Supertaça disputada neste estádio, sendo o estádio que conta mais disputas na prova desde que em 2001 a Supertaça passou a disputar-se em jogo único.

## Partida
| 5 de Agosto de 2017 | Benfica                                     | 3 – 1 | Vitória de Guimarães | Estádio Municipal de Aveiro                           |
| 20:45               | Jonas 7' · Seferović 10' · Raúl Jiménez 83' |       | Raphinha 43'         | Público: 29 100 Árbitro: Artur Soares Dias (AF Porto) |

| Benfica | V. Guimarães |

## Campeão
| Supertaça Cândido de Oliveira 2017 |
| ---------------------------------- |
| Benfica (7º Título)                |